# Метилдииодоарсин
Метилдииодоарсин — химическое соединение,
иодо- и алкилпроизводное мышьяка с формулой CH3AsI2,
жёлтые кристаллы,
плохо растворяется в воде.
Разъедает кожу, токсичен.

## Получение
- Используют трёхступенчатый синтез:

{\displaystyle {\mathsf {As_{2}O_{3}+6NaOH\ {\xrightarrow {}}\ 2Na_{3}AsO_{3}+3H_{2}O}}}
{\displaystyle {\mathsf {Na_{3}AsO_{3}+CH_{3}I\ {\xrightarrow {}}\ Na_{2}(CH_{3}AsO_{3})+NaI}}}
{\displaystyle {\mathsf {Na_{2}(CH_{3}AsO_{3})+SO_{2}+2HCl+2NaI\ {\xrightarrow {50^{o}C}}\ CH_{3}AsI_{2}+Na_{2}SO_{4}+2NaCl+H_{2}O}}}

## Физические свойства
Метилдииодоарсин образует жёлтые кристаллы
моноклинной сингонии,
пространственная группа С 2/c,
параметры ячейки a = 1,445 нм, b = 0,460 нм, c = 1,997 нм, β = 114,33°, Z = 8
.
Легко плавится, образуя тяжелое масло красного цвета.
Плохо растворяется в воде, 
умеренно — в этаноле, эфире, сероуглероде.

## Химические свойства
- Реагирует с галогеноводородами:

{\displaystyle {\mathsf {CH_{3}AsI_{2}+2HCl\ {\xrightarrow {}}\ CH_{3}AsCl_{2}+2HI}}}
{\displaystyle {\mathsf {CH_{3}AsI_{2}+2HBr\ {\xrightarrow {}}\ CH_{3}AsBr_{2}+2HI}}}